# Bratuszyn
Bratuszyn is een plaats in het Poolse district Turecki, woiwodschap Groot-Polen. De plaats maakt deel uit van de gemeente Brudzew en telt 164 inwoners.